# Elvis Presley Show
Elvis Presley Show (Elvis: That's the Way It Is) è un film documentario musicale del 1970 diretto da Denis Sanders.
Il film documenta i concerti di Elvis Presley durante il Summer Festival di Las Vegas durante l'agosto 1970. Si tratta del primo ruolo non cinematografico per Elvis fin dai suoi inizi come attore nel 1956, e il documentario mostra il ritorno di Presley ai concerti dal vivo dopo anni di pausa nei quali si era dedicato alla carriera cinematografica.

## Descrizione
L'idea iniziale del progetto, come dichiarato dal manager di Elvis, il Colonnello Tom Parker, era quella di filmare un solo show del trionfale ritorno sul palco di Presley.
Anche se molte scene furono filmate sul palco dell'International Hotel di Las Vegas, ci sono svariate altre location nel film:
- La sequenza dei titoli di testa contiene immagini di un concerto di Elvis alla Arizona Veterans Memorial Coliseum di Phoenix, Arizona, del 9 settembre 1970. Questa fu la prima data di un tour di Elvis in 13 anni.
- Elvis e la sua band provano per l'ingaggio a Las Vegas agli MGM Studios di Culver City, California. Ci sono scene nelle quali Elvis interpreta brani quali I Just Can't Help Believing, What'd I Say, Little Sister, Words, That's All Right, Mama, e The Next Step Is Love. Le sequenze delle prove furono filmate alla fine di luglio del 1970.
- Prove successive di Elvis a Las Vegas insieme ai coristi The Sweet Inspirations, Millie Kirkham e The Imperials, dove vengono eseguite You Don't Have to Say You Love Me e Bridge over Troubled Water.
- Inoltre è mostrata una sessione di prove tenutasi nella Showroom Internationale dell'International Hotel (l'attuale Westgate Hotel and Casino) di Las Vegas. Insieme, Elvis e l'intera band provano Mary In the Morning e Polk Salad Annie. Le prove si svolsero il 7 agosto 1970.
- Riprese di una convention della Elvis Appreciation Society a Lussemburgo svoltasi il 5 settembre 1970.

### Sul palco a Las Vegas
L'Elvis Summer Festival all'International Hotel ebbe inizio il 10 agosto 1970, e la troupe della MGM filmò il concerto e le esibizioni serali e di mezzanotte dell'11, 12, e 13 agosto. I brani eseguiti furono:
- Mystery Train/Tiger Man
- That's All Right, Mama
- I've Lost You
- Love Me Tender
- Patch It Up
- You've Lost That Lovin' Feelin'
- I Just Can't Help Believin'
- Tiger Man
- Sweet Caroline
- Heartbreak Hotel
- One Night
- Blue Suede Shoes
- All Shook Up
- Polk Salad Annie
- Bridge over Troubled Water
- Suspicious Minds
- Can't Help Falling in Love
- Don't Be Cruel
- You Don't Have to Say You Love Me

Elvis è inoltre mostrato mentre si rilassa nella sua stanza d'hotel con vari membri del suo entourage. Il film è inframezzato da scene dove i fan del cantante dichiarano cosa Elvis significhi per loro; e varie celebrità (inclusi Sammy Davis Jr., Cary Grant, Charo, George Hamilton, Juliet Prowse e Xavier Cugat) riprese mentre arrivano alla serata d'apertura dello show.

### Concerti & prove
- 14 luglio: prove (M.G.M. Stage 1, Culver City, California)
- 15 luglio: prove (M.G.M. Stage 1, Culver City, California)
- 24 luglio: prove (R.C.A. studios, Hollywood, California)
- 29 luglio: prove (M.G.M. studios, Culver City, California)
- 4 agosto: prove (Convention Center, International Hotel, Las Vegas, Nevada)
- 7 agosto: prove sul palco
- 10 agosto: prove sul palco
- 10 agosto: serata d'apertura dello show
- 11 agosto: show serale
- 11 agosto: show di mezzanotte
- 12 agosto: show serale
- 12 agosto: show di mezzanotte
- 13 agosto: show serale
- 9 settembre: prima data del tour (Arizona Veterans Memorial Coliseum, Phoenix)

## Musicisti
- Elvis Presley
- The Imperials - cori
  - Roger Wiles
  - Jim Murray
  - Joe Moscheo
  - Armando Morales
  - Terry Blackwood
- The Sweet Inspirations - cori
  - Estelle Brown
  - Myrna Smith
  - Sylvia Shemmell
  - Ann Williams
- Millie Kirkham - cori
- James Burton - chitarra solista
- Glen D. Hardin - piano
- Charlie Hodge - chitarra acustica, armonie vocali
- Jerry Scheff - basso
- Ronnie Tutt - batteria
- John Wilkinson - chitarra ritmica
- Joe Guercio - direzione orchestra

## Colonna sonora
L'album della colonna sonora del documentario venne pubblicato in contemporanea con l'uscita del film nelle sale. Si trattò solo di una colonna sonora parziale comunque, in quanto non furono incluse su disco tutte le esibizioni dal vivo ascoltabili nel documentario, ed alcune di esse furono sostituite con delle versioni in studio "ritoccate".

## Versione del 2001
Nel 2001, è stata prodotta una nuova versione di Elvis Presley Show (That's the Way it Is). La nuova versione elimina gran parte della parte non musicale del documentario in favore di esecuzioni aggiuntive di canzoni da parte di Elvis. Questa versione dura 12 minuti in meno dell'originale, ma contiene molta più musica, sebbene varie performance incluse nella pellicola originale siano omesse (come l'esecuzione di I Just Can't Help Believin', anche se nella nuova versione del film c'è una scena dove Presley prova la canzone e si preoccupa di non riuscire a ricordare le parole del testo una volta sul palco).
L'edizione speciale è stata distribuita il 19 gennaio 2001.
Nell'agosto 2007, è stata distribuita una "special edition" su 2 DVD dalla Warner/Turner che contiene sia la versione originale che quella rimontata del 2001. L'originale, tuttavia, ha l'audio solo in mono. Il DVD include inoltre circa 35 minuti di materiale aggiuntivo precedentemente inedito.
Una nuova Special Edition Premium Digibook su 2 DVD è stata annunciata per il 12 agosto 2014.